# Necroticism – Descanting the Insalubrious
Necroticism – Descanting the Insalubrious ist das dritte Studioalbum der britischen Extrem-Metal-Band Carcass. Mit ihm wandte sich die Band vom Grindcore der vorhergehenden Alben ab und dem Death Metal zu. Es war das erste Album mit Michael Amott, dem späteren Mitbegründer von Arch Enemy.

## Musikstil
Auf dem „Necroticism“-Album wandeln Carcass ihren Stil von den Grindcore-inspirierten Vorgängeralben zu „rifflastiger Härte“. Zwar gibt es weiterhin Hochgeschwindigkeitspassagen und Blastbeats, doch sind diese von Midtempoteilen oder Doublebass-Einsätzen durchzogen. Das Songwriting ist von Breaks und Tempowechseln geprägt. Die Lieder sind im Gegensatz zu den Vorgängeralben melodischer und technisch anspruchsvoller. Die melodiösen Teile münden teilweise in Disharmonien, wie etwa bei „Pedigree Butchery“. Die Strukturen der Stücke werden als komplex beschrieben, die Gitarrensoli als durchdacht und ausgefeilt.
Dazu kommt weiterhin Walkers hohes und heiseres bis giftig-aggressives Shouting. Einige Stücke beginnen mit kurzen Samples, in denen mit nüchterner Stimme wissenschaftlich wirkende Aussagen wiedergegeben werden. Sie stammen aus Fernsehsendungen, die Jeff Walker zwecks Verwendung als Samples mitgeschnitten hatte. Die Worte „you can hear people puking“ im Intro zu „Pedigree Butchery“ kommen von John Waters, die Worte „prepare to die“ vor „Symposium of Sickness“ von Herschell Gordon Lewis. Die Sprachsamples sind meist von leisen Keyboard-Sounds oder Halleffekten unterlegt, die im Kontrast zur folgenden harten Musik stehen. Auffällig ist die deutlich bessere, differenziertere Produktion der Platte im Vergleich zu den Vorgängern.
Im Interview distanzieren sich Carcass sowohl vom Grindcore als auch vom Death Metal: „Wenn wir ehrlich sind, wissen wir gar nicht, was ‚Grindcore‘ überhaupt ist. Mit Carcass hat das jedenfalls wenig zu tun.“ Gleichzeitig sei „Necroticism“ aber die „Death-Metal-untypischste Platte“ die Carcass je gemacht hätten. 

„Es ist totaler Blödsinn, uns als Grindcore- oder Death-Metal-Band zu bezeichnen. Das hat uns in der Vergangenheit geärgert, und das ärgert uns heute immer noch. Wir spielen schlicht und einfach Carcass-Musik.“

Die einzige Bezeichnung, die die Band als gerechtfertigt sieht, ist „extreme Musik“.

## Entstehung
Bereits vor den Aufnahmen zum vorhergehenden Album hatte Carcass den schwedischen Gitarristen Michael Amott von Carnage angefragt. Die Hinzunahme eines zweiten Gitarristen bezeichnete Jeff Walker als notwendigen nächsten Schritt in der musikalischen Entwicklung der Band. Amott lehnte ab, bereute diese Entscheidung allerdings nach eigenen Angaben, als er das fertige Album „Symphonies of Sickness“ zum ersten Mal hörte. Als ihn die Band Anfang 1990 erneut anfragte, sagte er sofort zu und flog im April 1990 nach Großbritannien, um mit der Band zu proben. Das Trio Steer, Walker und Owen hatte bereits den überwiegenden Teil des Materials geschrieben. Amott steuerte zu „Incarnated Solvent Abuse“ und „Corporal Jigsaw Quandary“ einige Riffs und Harmonien bei. Einen Teil der Lieder nahm die Band im Elternhaus von Steer auf einem Vierspurgerät als Demo auf. „Symposium of Sickness“ hatte Owen auf einer Akustikgitarre komponiert und Steer übertrug es auf Gitarren-Tabs.
Für die Aufnahmen war ursprünglich das Slaughterhouse Studio vorgesehen, in dem Colin Richardson als Tontechniker arbeitete. Nachdem ihm gekündigt wurde, machte Richardson sich als Musikproduzent selbständig. Er empfahl der Band das Amazon Studio in Simonswood in der Nähe von Liverpool. Da Carcass sich nach der Veröffentlichung von „Symphonies of Sickness“ von ihrem Label Earache getrennt hatten, weil sie unabhängig sein wollten, mussten sie das Studio aus eigenen Mitteln finanzieren. Ihnen stand ein Budget von 16.000 Pfund zur Verfügung, das die Band aus den bisherigen Plattenverkäufen angespart hatte. Anfang Juli 1991 begab sich das Quartett ins Studio. Die Band hatte weder den Gesang geprobt noch hatte Walker die Bass-Parts gelernt. Aus diesem Grund mussten Teile der Aufnahmen bis zu zehnmal wiederholt werden. Als die Basisspuren aufgenommen waren, waren die finanziellen Mittel erschöpft. Digby Pearson von Earache bot Carcass einen neuen Vertrag an. Die Band nahm an, um die Aufnahmen zum Album fertigstellen zu können. Insgesamt kosteten Studio, Produktion und Mix rund 25.000 Pfund.

## Inhalte und Gestaltung
Das Album sollte ursprünglich nur „Descanting the Insalubrious“ heißen. Ken Owen hatte die Idee dazu, die Phrase bedeutet in etwa „die ganze Ekel erregende Schlechtheit aus einem menschlichen Körper herauszureißen“. Jeff Walker wollte dem Titel noch eine Bedeutung in Richtung sexueller Perversion verleihen und stellte das Wort „Necroticism“ voran. Dabei handelt es sich um die Zusammensetzung der Vorsilbe „necro“ (engl. für Tod) und der Endung „-ticism“, die für Fetischismus stehen soll. Musikalisch gesehen stellte das Album die Abkehr der Band vom reinen Grindcore dar. Carcass verwendeten erstmals überwiegend Elemente des Death Metal. Das Album wurde später als Deathcore klassifiziert.
Wegen der mit medizinischen Fachbegriffen durchsetzten Texte kursierte das Gerücht, dass Carcass Medizinstudenten seien. Dies entsprach nicht der Wahrheit:

„Daran ist absolut alles erstunken und erlogen. Ich selbst brauchte für meine Texte immer ein Wörterbuch. Die Kunst bestand darin, etwas, was total einfach und banal war, so krank, extrem und medizinisch auszudrücken, dass nicht mal Engländer den Sinn der Lyrics verstanden.“

Die Gitarrensoli tragen Namen, in den Texten sind Doppeldeutigkeiten versteckt. So handelt „Incarnate Solvent Abuse“ davon, dass aus menschlichen Überresten ein Klebstoff hergestellt wird, den man schnüffeln und sich so berauschen konnte. Damit spielt die Band auf das in ihrer Jugend in den ärmeren Schichten weit verbreitete Schnüffeln von Klebstoff an, eines der Gitarrensoli des Liedes trägt den Namen „glue sniffing“. „Carneous Cacoffiny“ handelt davon, aus menschlichem Gewebe mit Hilfe eines Fleischwolfs Gitarrensaiten herzustellen.
Das Cover weicht von den früheren Collagen aus Bildern von Leichenteilen und Obduktionsfotos ab, weil die Band befürchtete, dass dies den freien Verkauf der Platte erschweren könnte. Aus Geldmangel beschloss die Band, eine Fotomontage aus Schwarzweißfotografien der Mitglieder zu verwenden. Die Bilder wurden kurz zuvor von Fotograf Ian Tilton im Haus von Schlagzeuger Ken Owen aufgenommen. Walker hatte die Idee, das Cover wie ein Krankenzimmer aussehen zu lassen. In der Mitte des Covers befinden sich die vier Fotos der Bandmitglieder, darüber sind medizinische bzw. pathologische Instrumente angeordnet. Links davon steht ein Rolltisch mit weiteren Instrumenten, als Vorlage dienten die veterinärmedizinischen Instrumente von Owens Vater. In der linken unteren Ecke ist ein Abfallbehälter zu sehen, aus dem der blutverschmierte Oberarm von Jeff Walker hervorragt. In der rechten unteren Ecke ist der Oberkörper eines Pathologen in der Draufsicht zu sehen, der mit einem blutverschmierten Hammer auf die Fotomontage schlägt. Dieser Hammer gehörte Mark Griffiths von Cathedral, mit dem Walker zu der Zeit zusammen wohnte.
Einziger Kritikpunkt der Band an der Gestaltung des Albums waren die zahlreichen Schreibfehler bei den medizinischen Fachbegriffen.
Auf dem Aufdruck des eigentlichen Original-Tonträgers, also der CD selbst (die LP hatte einen schwarzen Aufdruck), waren in einem Kreis angeordnete pathologische Instrumente in Schwarz auf rotem Hintergrund abgebildet. Die erste Ausgabe bis etwa Anfang 1992 weist dieses Merkmal noch nicht auf. Ähnlich war auch das Cover der dem Album 1992 folgenden EP Tools of Trade gestaltet, allerdings als Foto. Diese Gestaltungsidee wurde auf der dem Album folgenden Gods-of-Grind-Tour mit Entombed, Cathedral und Confessor, auf der Carcass Headliner waren, auf dem „Backdrop“, dem Plakat auf der Bühnenrückseite, aufgenommen und korrespondierte mit der ungewöhnlichen runden Form des Tragegerüsts der Lichtanlage über der Bühne.

## Rezeption
Jason Birchmeier von Allmusic sieht in dem Album die Befreiung der Band von den Grenzen, die ihnen durch den Grindcore gesetzt werden und bezeichnet es als eines der besten Death-Metal-Alben der frühen 1990er Jahre. Das Rock Hard bemerkt in seinem Review, dass die Band trotz der starken Einflüsse aus dem Death Metal nicht die im Genre zu der Zeit üblichen Klangmuster und Songstrukturen bietet. Die Lieder seien „technisch anspruchsvoll“ und „durchdacht“ und enthielten „überraschend melodische“ Teile. Im Buch „Best of Rock & Metal“ des deutschen Rock-Hard-Magazins wird Necroticism auf Platz 294 von 500 geführt. Wolf-Rüdiger Mühlmann spricht von einem „Quantensprung in Sachen Qualität“, lobt die „schräge Genialität“ und sieht die Platte als „stärkstes Werk“ von Carcass.

## Coverversionen von Liedern dieses Albums
Das Stück Corporal Jigsore Quandary wurde u. a. von der Hardcore-Techno-/Death-Metal-Band The Berzerker gecovert (auf deren Album Dissimulate, das auch bei Earache erschien).

## Titelliste
1. Inpropagation (Owen/Steer)
2. Corporal Jigsore Quandary (Steer/Owen/Amott)
3. Symposium of Sickness (Owen)
4. Pedigree Butchery (Steer)
5. Incarnated Solvent Abuse (Amott/Steer)
6. Carneous Cacoffiny (Steer)
7. Lavaging Expectorate of Lysergide Composition (Steer)
8. Forensic Clinicism/The Sanguine Article (Steer)

Alle Texte wurden von Jeff Walker verfasst. Das Label Earache Records veröffentlichte 2003 das Album neu; als Bonustracks waren drei Stücke der 1992 erschienenen EP „Tools of the Trade“ enthalten, das Titelstück „Tools of the Trade“, „Rotten to the Gore“ und „Hepatic Tissue Fermentatio“.